# John Alexius Bathersby
John Alexius Bathersby (* 26. Juli 1936 in Stanthorpe; † 9. März 2020 in Brisbane) war ein australischer Geistlicher und römisch-katholischer Erzbischof von Brisbane.

## Leben
John Alexius Bathersby empfing nach seiner philosophischen und theologischen Ausbildung im Pius-XII-Seminar in Banyo, Queensland, am 30. Juni 1961 in der St.-Joseph-Kirche in Stanthorpe die Priesterweihe durch den Bischof von Toowoomba, William Joseph Brennan. Er war von 1962 bis 1969 Seelsorger in der Pfarre Goondiwindi. Er studierte in Rom Theologie an der Päpstlichen Universität Gregoriana und der Päpstlichen Fakultät Teresianum. Von 1972 bis 1979 war er Spiritual am Pius-XII-Seminar. 1982 absolvierte er ein Doktoratsstudium in Spiritualität in Rom und war anschließend wieder am Pius-XII-Seminar tätig.
Papst Johannes Paul II. ernannte ihn am 17. Januar 1986 zum Bischof von Cairns. Der Erzbischof von Brisbane, Francis Roberts Rush, spendete ihm am 20. März 1986 die Bischofsweihe; Mitkonsekratoren waren John Ahern Torpie, Altbischof von Cairns, und Edward Francis Kelly MSC, Bischof von Toowoomba. Am 3. Dezember 1991 wurde er zum Erzbischof von Brisbane ernannt und am 30. Januar des nächsten Jahres in das Amt eingeführt. Papst Benedikt XVI. nahm am 14. November 2011 das von John Alexius Bathersby aus Altersgründen vorgebrachte Rücktrittsgesuch an.
Bathersby engagierte sich in der Ökumene und war unter anderem von 1989 bis 1995 im International Catholic-Methodist Dialogue sowie im Australian Catholic–Uniting Church Dialogue engagiert. Von 1997 bis 2002 hatte er die Präsidentschaft des National Council of Churches in Australia inne. Papst Johannes Paul II. berief ihn 2001 in die Leitung der International Anglican-Roman Catholic Working Group (IARCCUM).
John Alexius Bathersby war 1997 erster Großprior der neugegründeten Statthalterei Queensland-Australien des Ritterordens vom Heiligen Grab zu Jerusalem.